# Ютия
Ютията е домакински уред за гладене на дрехи.

## История
Ютията е изобретена през 15 век, като създаването ѝ е породено от необходимостта за придаване на изгладен вид на дрехите. Първите ютии са били изработвани от метал (чугун или желязо) и се затопляли на печката или с въглени. Тези ютии са представлявали едно цяло тяло с капак, който в задната си част е бил подвижно закрепен върху ос, за да може да се отваря и затваря. Те са предавали топлината необходима за гладенето като в тях са били поставяни въглени. Най-отгоре върху капака е имало дървена дръжка, която е служела за предпазване от изгаряне на ръцете на гладещия. В България тези ютии са били използвани до 50-60-те години на 20 век, когато започват широко да навлизат електрическите ютии съветско и българско производство.

## Електрическа ютия
Точна дата за изобретяването на електрическата ютия не е известна но се предполага, че тя се е появила между 1890 и 1894 г.